# Terina sanguinaria
Terina sanguinaria là một loài bướm đêm trong họ Geometridae.